# Pseudomonas corrugata
Pseudomonas corrugata — грамотрицательная палочковидная бактерия, прямая или слегка изогнутая, подвижная за счёт многочисленных полярных жгутиков. Спор не образует. Размер клеток составляет 0,5–1,0 × 1,5–5,0 мкм. Не продуцирует флуоресцирующий пигмент, но выделяет  диффундирующий желто-зеленый не флуоресцирующий пигмент. Накапливает β-гидроксибутират. Обладает свойствами ризобактерии, стимулирующими рост растений (PGPR).

## Вредоносность
Pseudomonas corrugata – бактерия, вызывающая некроз сердцевины стеблей томата. Инфекция приводит к быстрому увяданию и гибели растений, особенно в начале плодоношения индетерминантных гибридов. Наибольшие потери урожая (до 100%) происходят при заражении через семена. Вторичное заражение приводит к потере 50–80% плодов. Патоген развивается в условиях защищённого грунта.

## Применение
Хотя Pseudomonas corrugata известна как фитопатоген томатов, вызывающий некроз сердцевины стебля, некоторые исследования указывают на её потенциальное применение в качестве биоудобрения для других культур, например, масличной пальмы. В частности, исследования показывают, что инокуляция P. corrugata может повысить выживаемость растений и способствовать их росту. Однако эффективность и безопасность применения P. corrugata в качестве биоудобрения для масличной пальмы требуют дальнейшего изучения.